# Gmach Urzędu Pocztowego Poznań 2
Gmach Urzędu Pocztowego Poznań 2 (dawniej Poczta Główna, Urząd Przewozu Poczty) – budynek pocztowy zlokalizowany przy ul. Głogowskiej 17 w Poznaniu (narożnik ul. Zachodniej).
Monumentalny gmach został wzniesiony w 1912 lub 1913, według planów nieznanego architekta. Wpisywał się w tendencję wznoszenia w mieście dużych i reprezentacyjnych urzędów pocztowych (np. gmach Urzędu Pocztowego Poznań 9). Zaplanowano go w zgodzie z najnowocześniejszymi potrzebami w zakresie obrotu pocztowego, jakie wtedy istniały. Reprezentuje styl neorenesansowy w wersji niderlandzkiej. Składa się z dwóch identycznych skrzydeł, do których wejście odbywa się okazałymi portalami. Całość licowana jasną, piaskowcową okładziną z bardzo starannie wykonaną kamieniarką. Wejście główne (od strony Dworca Zachodniego) zaakcentowane parterową dobudówką z charakterystycznym ryzalitem, nakrytym niewielką kopułą. Całość dominują wysokie, wymyślne szczyty.
W okresie międzywojennym gmach zyskał duże godło na frontonie – orła polskiego na czerwonym tle. W 1939 Niemcy nakazali usunąć ten symbol, jednak polscy robotnicy zastosowali fortel i zamiast odbić orła, zasłonili go wapienną zaprawą. Już w lutym 1945, jeszcze podczas walk o Cytadelę, godło z łatwością przywrócono, co było jednym z symboli uwolnienia Łazarza od nazistów. 15 lutego 1945 urząd pocztowy rozpoczął działalność - początkowo tylko sprzedawano znaczki polskie i przyjmowano listy.
W latach 80. XX wieku gmach uzupełniono o dodatkową, tylną część, harmonizującą ze starym gmachem. Konstrukcja ze szkła i stali jest autorstwa Jacka Najgrakowskiego, Danuty Kopczyńskiej-Rut i Janusza Dubickiego.